# 和泉市立北松尾小学校
和泉市立北松尾小学校（いずみしりつきたまつおしょうがっこう）は、大阪府和泉市にある公立小学校。

## 概要
市内を南北に流れる松尾川が形成する松尾谷の北部に位置し、旧北松尾村（寺田町全域と内田町の一部を除く）およびトリヴェール和泉西地区のあゆみ野を校区としている。

1872年（明治5年）に創立され、150年以上の歴史を持つ。市内にある小学校の中でも最も古い小学校の一つである。2024年（令和6年）5月1日現在の生徒数は645名で、市内では青葉台はつが野小学校、いぶき野小学校、国府小学校に次いで4番目に生徒数が多い。

### 校歌
作詞は吉岡たすく、作曲は紙恭輔による。歌詞は全3番で構成されており、校訓「考えあって学びます　励ましあって進みます」が歌詞の中に織り込まれている。また、歌詞中に登場する「機の音（はたのおと）」は、かつてこの地域で綿織物が盛んであったことに由来する。当時は至る所から織機の音が響き渡り、この地域は「機の町（はたのまち）」と呼ばれていたことを反映している。

## 歴史
明治維新後、日本では近代的な教育制度が導入され、各地に小学校が設立された。堺県では村々を単位として学区を編成し、各学区には郷学校本校とその出張所（分校）が設置された。

松尾谷における小学校の始まりは、1872年（明治5年）6月15日に唐国村で創設された郷学分校である。春木村、松尾寺村、唐国村、箕形村、内田村、寺田村、寺門村は池田谷の村々とともに第十四区に属した。一方で、谷の奥に位置する春木川村、久井村、若樫村が横山谷の村々とともに第十三区に区分された。

唐国村に設置された郷学分校は第十四区の分校として機能し、校舎には妙楽寺の堂宇が借用された。これが後の北松尾小学校である。

### 沿革
- 1872年（明治05年）06月15日 - 創立、郷学校分校と称し、唐国妙楽寺の堂宇を仮用
- 1873年（明治06年）05月　 　  - 第44番小学校と改称
- 1875年（明治08年）04月　 　  - 唐国小学校と改称
- 1900年（明治33年）10月01日 - 北松尾尋常小学校と改称
- 1941年（昭和16年）04月01日 - 大阪府泉北郡北松尾国民学校と改称
- 1947年（昭和22年）04月01日 - 大阪府泉北郡北松尾村立北松尾小学校と改称
- 1956年（昭和31年）09月01日 - 大阪府和泉市立北松尾小学校と改称
- 1962年（昭和37年）06月15日 - 創立90周年記念行事実施、校歌初披露[6]
- 1966年（昭和41年）10月　 　  - 鉄筋校舎落成[7]
- 1972年（昭和47年）04月22日 - 鉄筋新校舎落成（3階15教室・給食場・養護教室・音楽室）
- 1972年（昭和47年）11月22日 - 創立100周年記念行事実施（～23日）
- 1973年（昭和48年）03月31日 - 和気小学校新設に伴い府営住宅児童分離
- 1983年（昭和58年）02月　 　  - 運動場拡張
- 2007年（平成19年）04月01日 - 内田町3丁目・4丁目が北松尾小学校又は緑ケ丘小学校の自由競択地域に変更
- 2008年（平成20年）04月01日 - 寺田町が和気小学校校区に変更
- 2022年（令和04年）11月18日 - 創立150周年記念式典[8][9][10]

※出典が個別に示されていない記述は、学校公式サイト内の「沿革」ページに基づく。

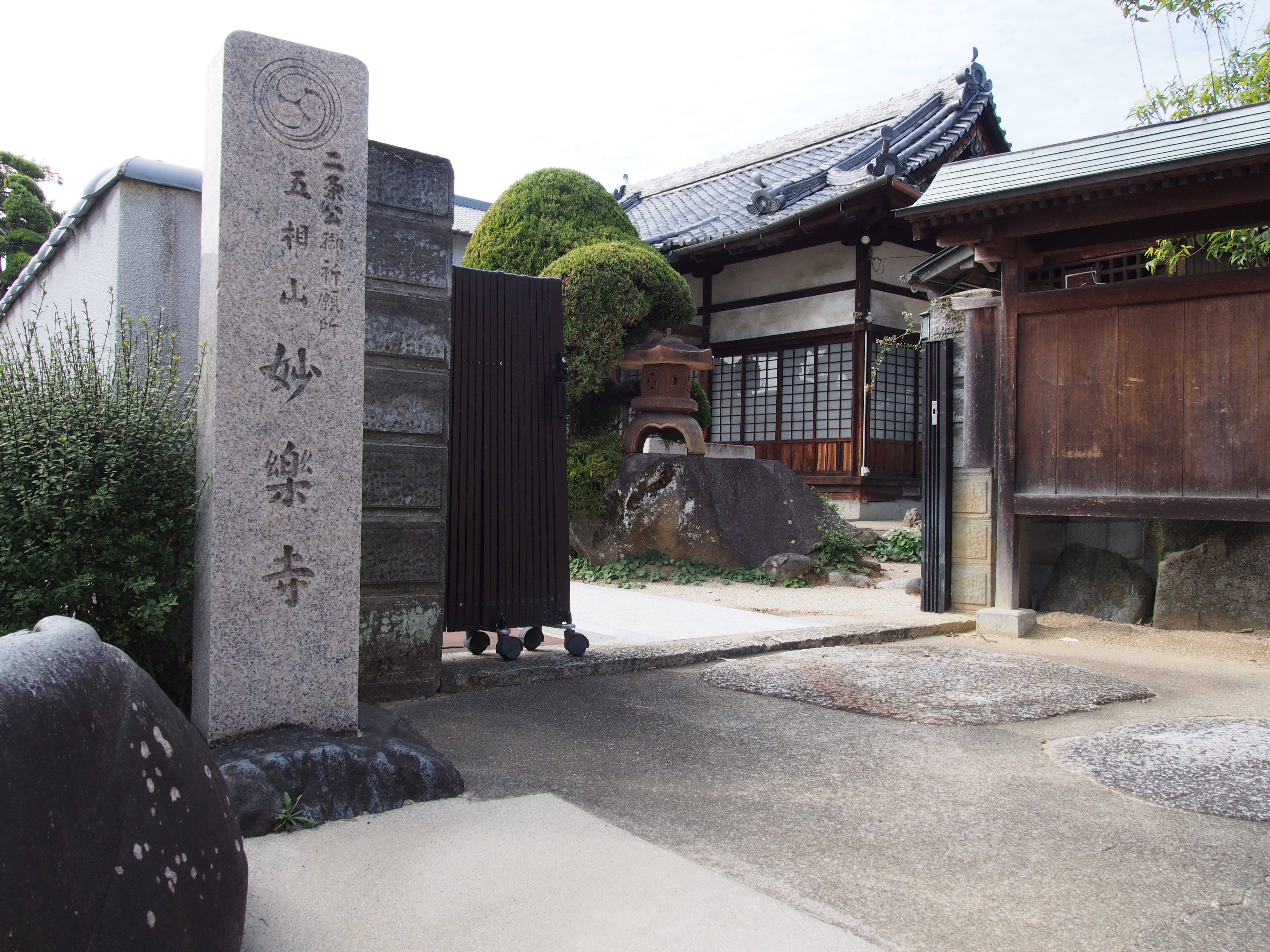
創立時、郷学校分校が置かれた妙楽寺
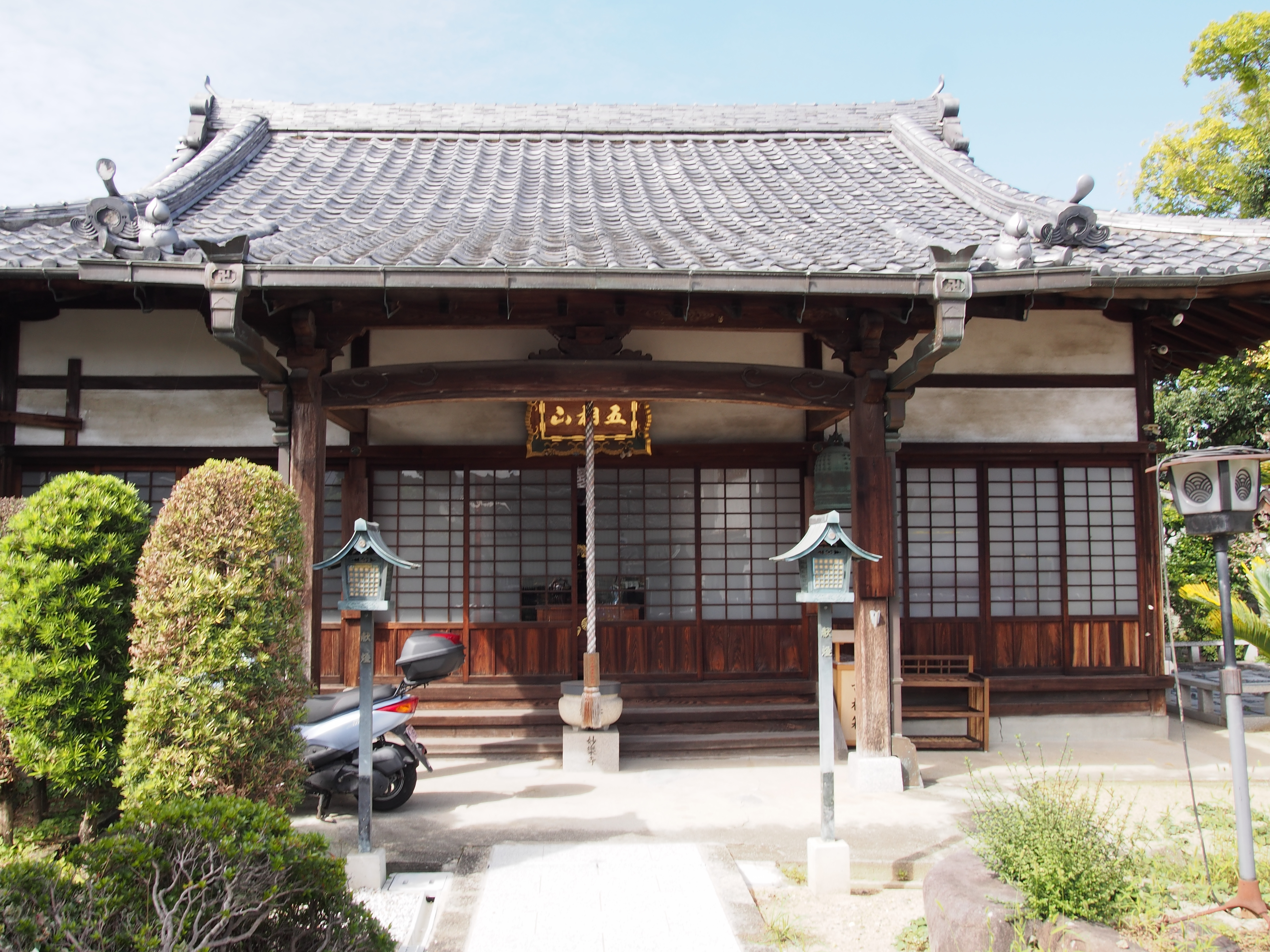
創立時、郷学校分校が置かれた妙楽寺
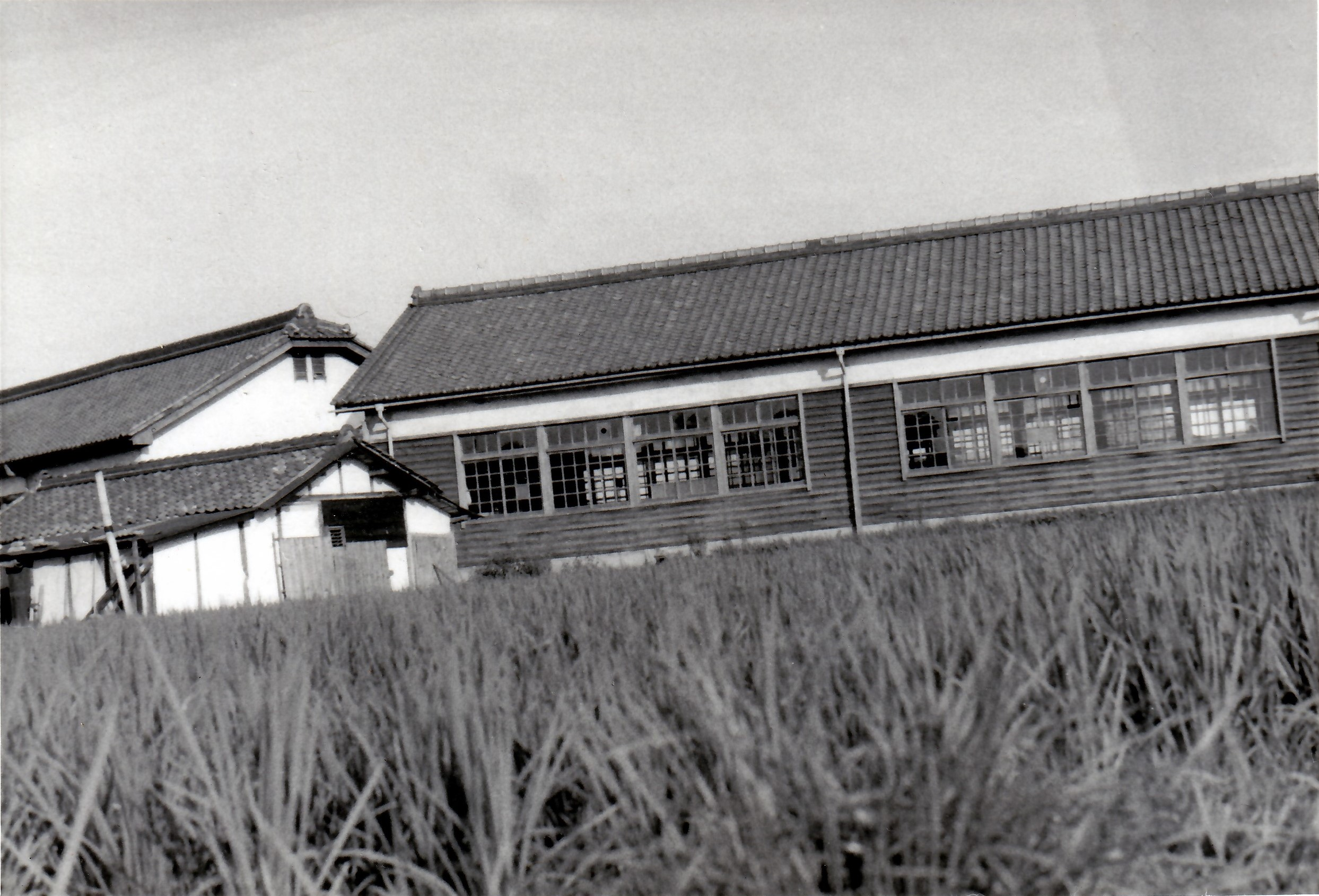
木造校舎（昭和45年頃）
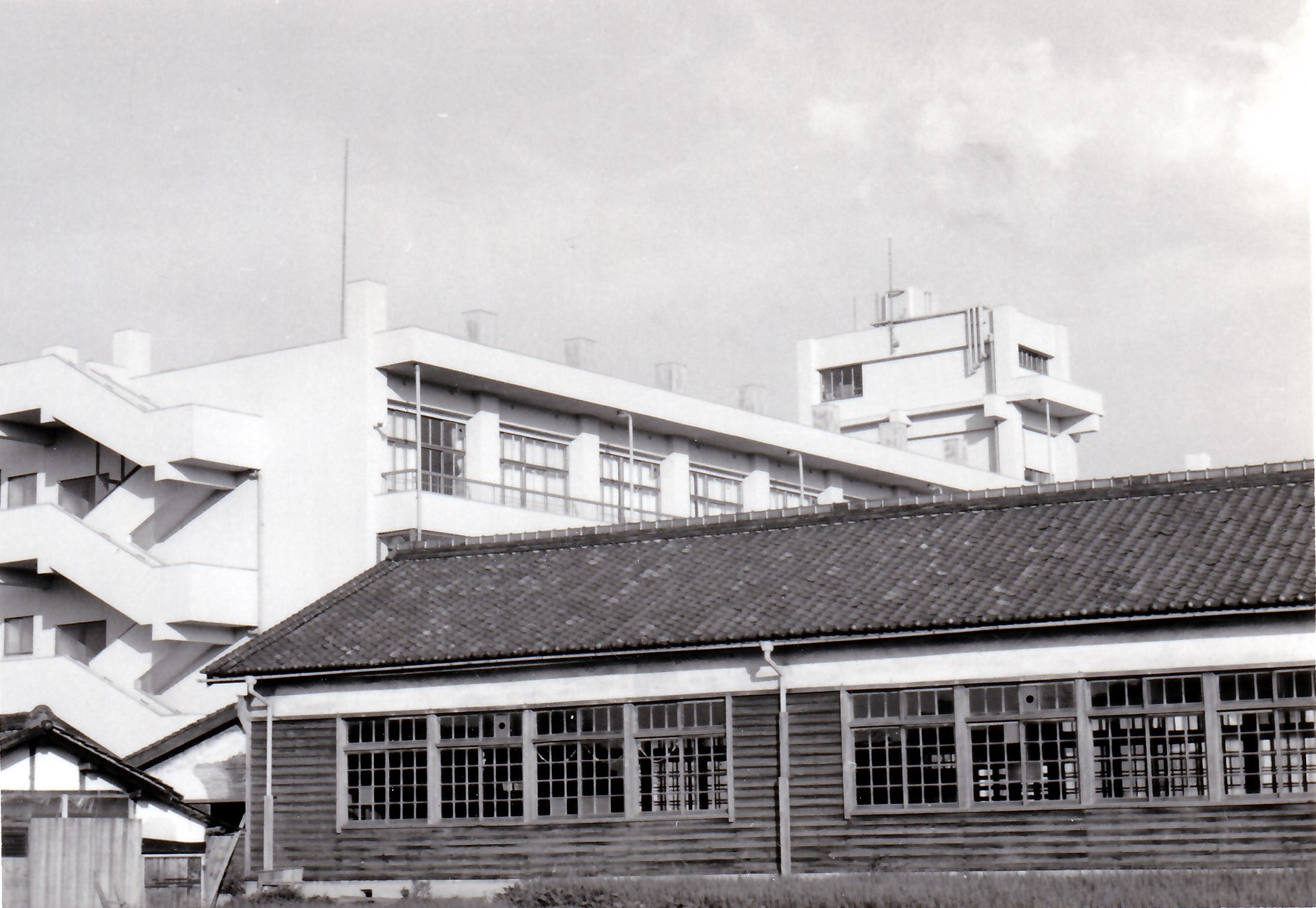
木造校舎と鉄筋新校舎（昭和47年8月）
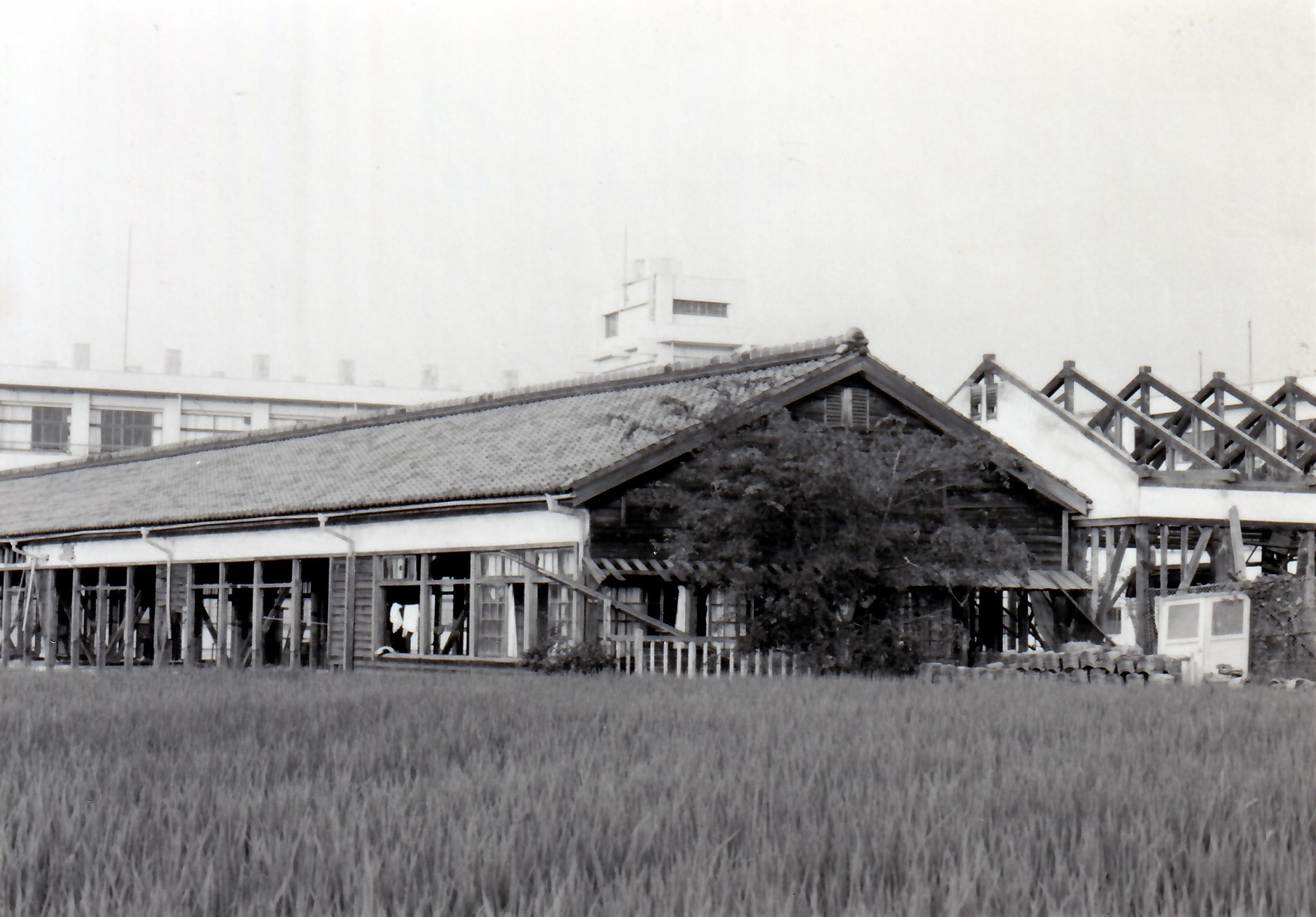
木造校舎取り壊し（昭和47年8月）
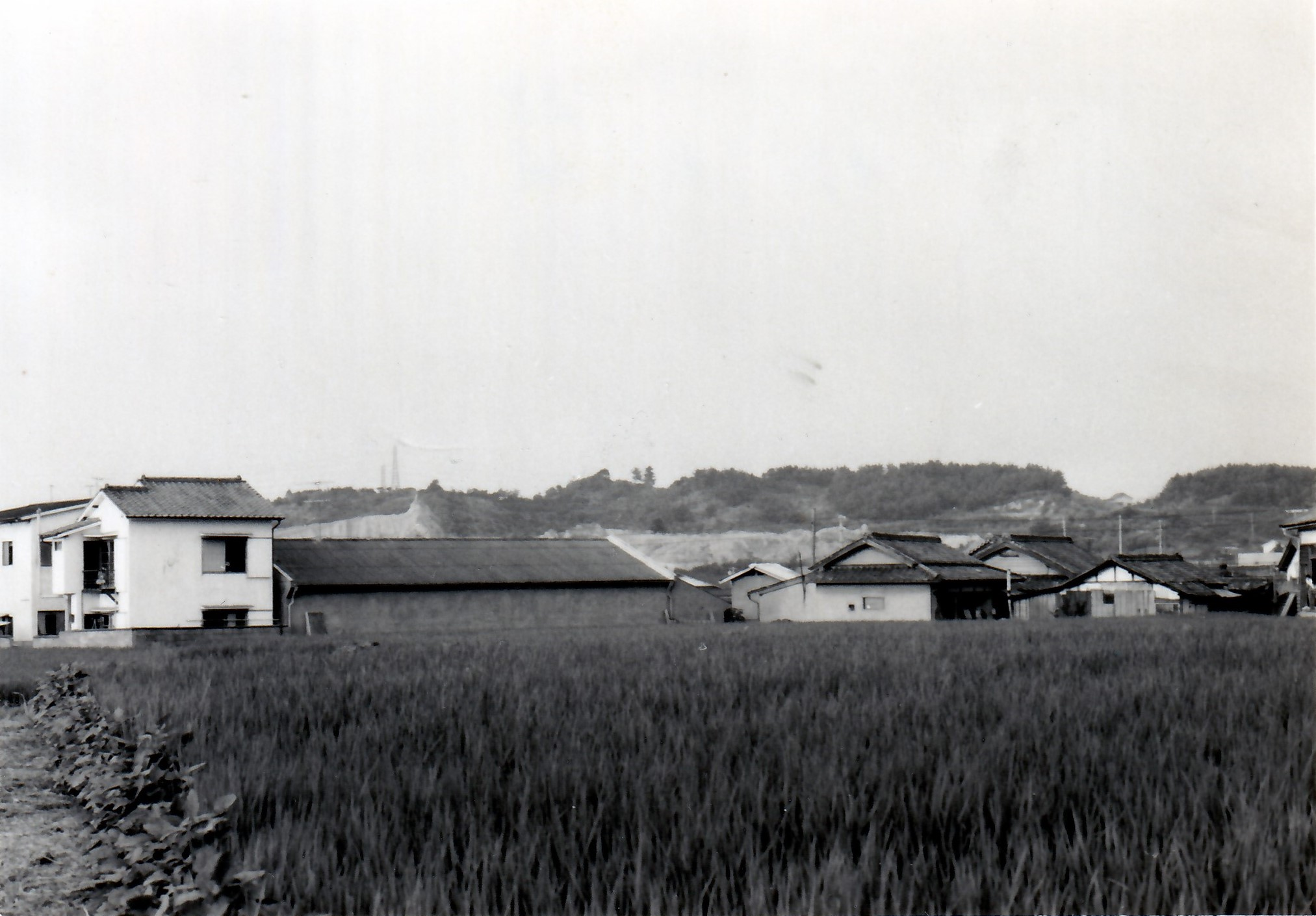
運動場拡張前の風景（昭和47年8月） 奥の山が開発前のいぶき野付近
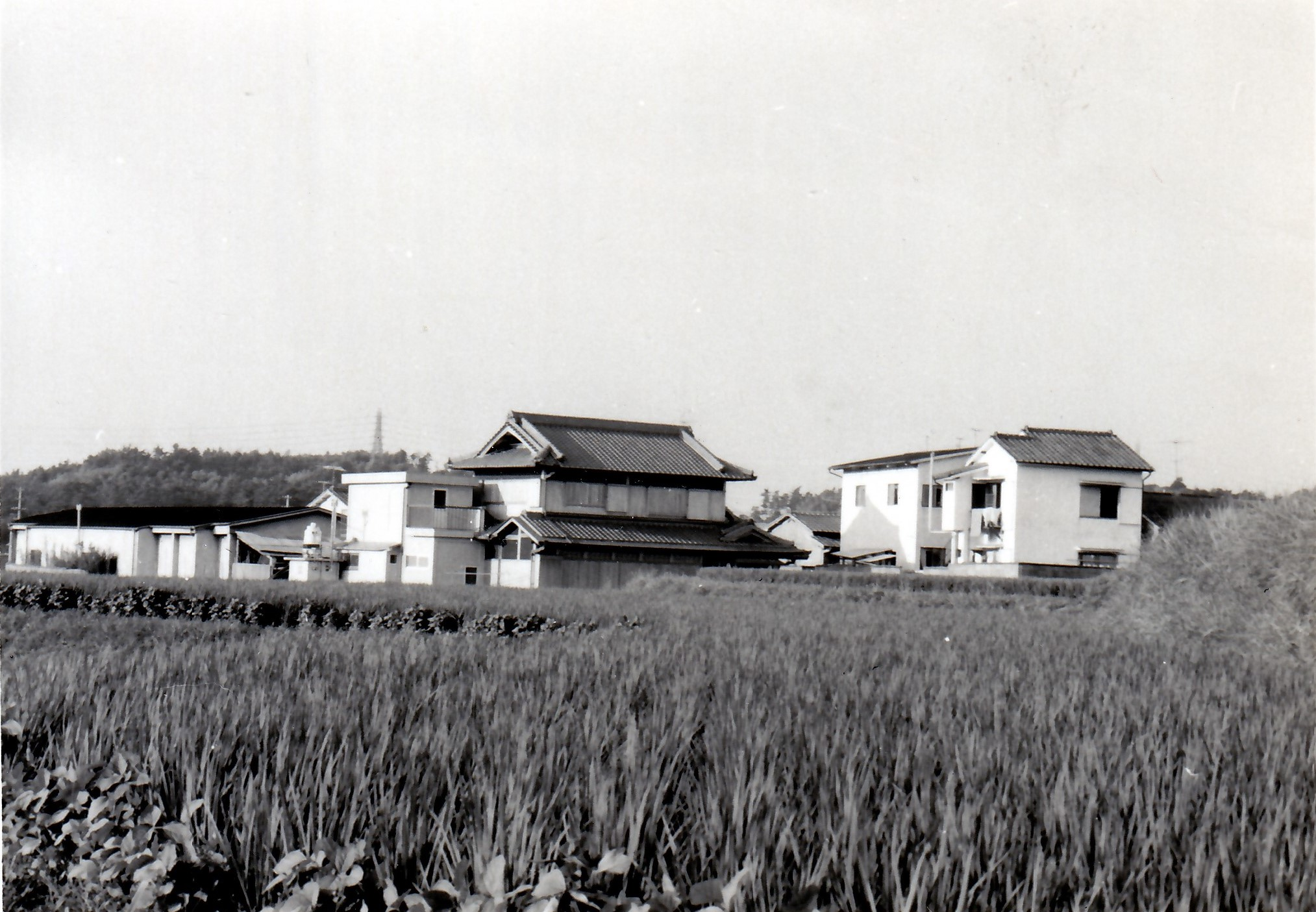
運動場拡張前の風景（昭和47年8月）
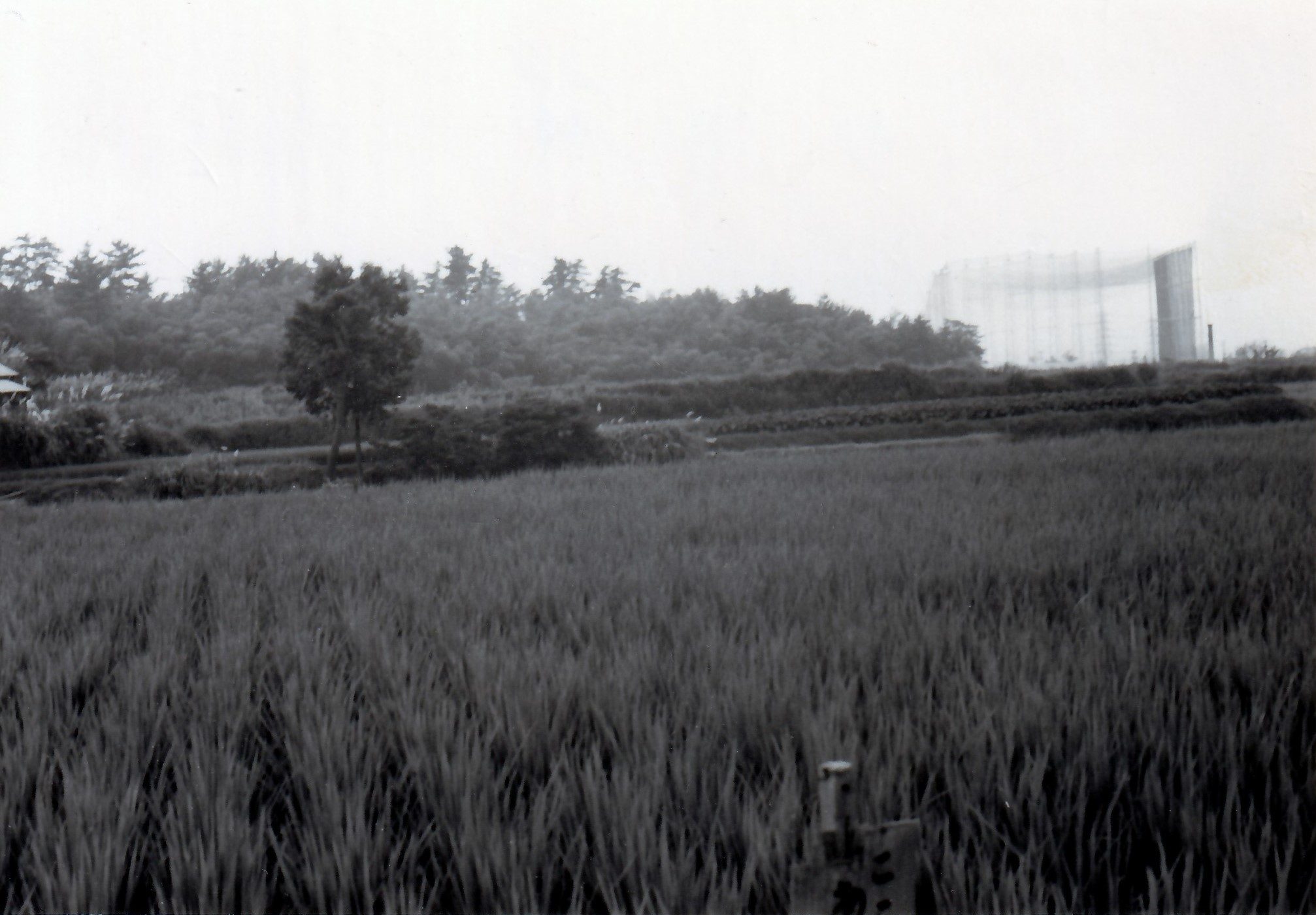
運動場拡張前の風景（昭和47年8月）
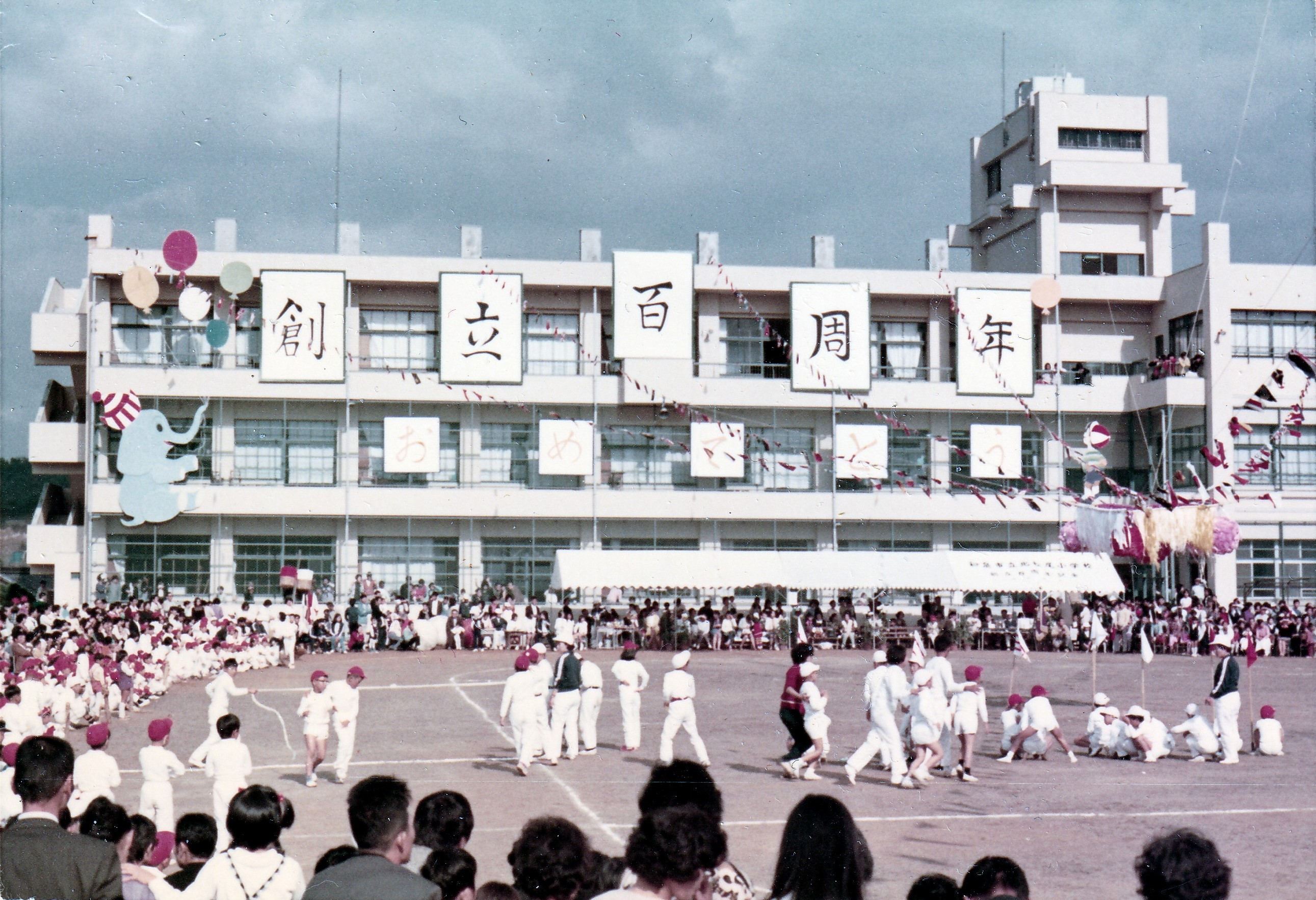
創立100周年記念運動会（昭和47年10月）

## 通学区域
- 内田町、内田町一丁目、内田町二丁目、内田町三丁目、内田町四丁目（緑ケ丘小学校の項に規定する各番地を除く。）、唐国町、唐国町一丁目、唐国町二丁目、唐国町三丁目、唐国町四丁目、箕形町一丁目、箕形町二丁目、箕形町三丁目、箕形町四丁目、箕形町五丁目、箕形町六丁目、あゆみ野一丁目、あゆみ野二丁目、あゆみ野三丁目、あゆみ野四丁目[11]。

※卒業後は基本的に和泉市立石尾中学校に進学する。

## 交通

### 路線バス
- 南海バス光明池営業所管内[12]
  - 寺門線
- 南海ウイングバス本社営業所管内[12]
  - 東ヶ丘線
- 停留所[13]
  - 「唐国停留所」から徒歩約2分